# Monasterio de San Pedro (Rocas)
La iglesia rupestre de San Pedro de Rocas, también llamada monasterio de San Pedro de Rocas, es un antiguo monasterio e iglesia de culto católico ya fuera de uso. Está ubicado en la parroquia de Rocas de la localidad orensana de Esgos en Galicia, España.
Es el conjunto monacal de más antigüedad de Galicia y el único donde se conserva parte de su estructura original, unas cuevas artificiales excavadas en la roca que sirvieron de capilla y cabecera a una iglesia medieval. Un ejemplo singular de iglesia rupestre excavada bajo el monte Barbeirón.
El conjunto monacal de San Pedro de Rocas está considerada desde el año 1923 como Monumento Histórico Nacional y en 1999 se declaró Bien de Interés Cultural dentro del catálogo de monumentos del patrimonio histórico de España. En 2018 fue declarado, junto con 100 hectáreas que lo rodean, Bien de Interés Cultura Paisaje Cultural. El conjunto es uno de los complejos rupestres más importante de la península ibérica. En la actualidad, ya cerrado al culto, es uno de los principales atractivos turísticos de la Ribeira Sacra y en las dependencias monasteriales acoge un museo y un centro de interpretación de la vida monástica en la Ribeira Sacra.

## Historia

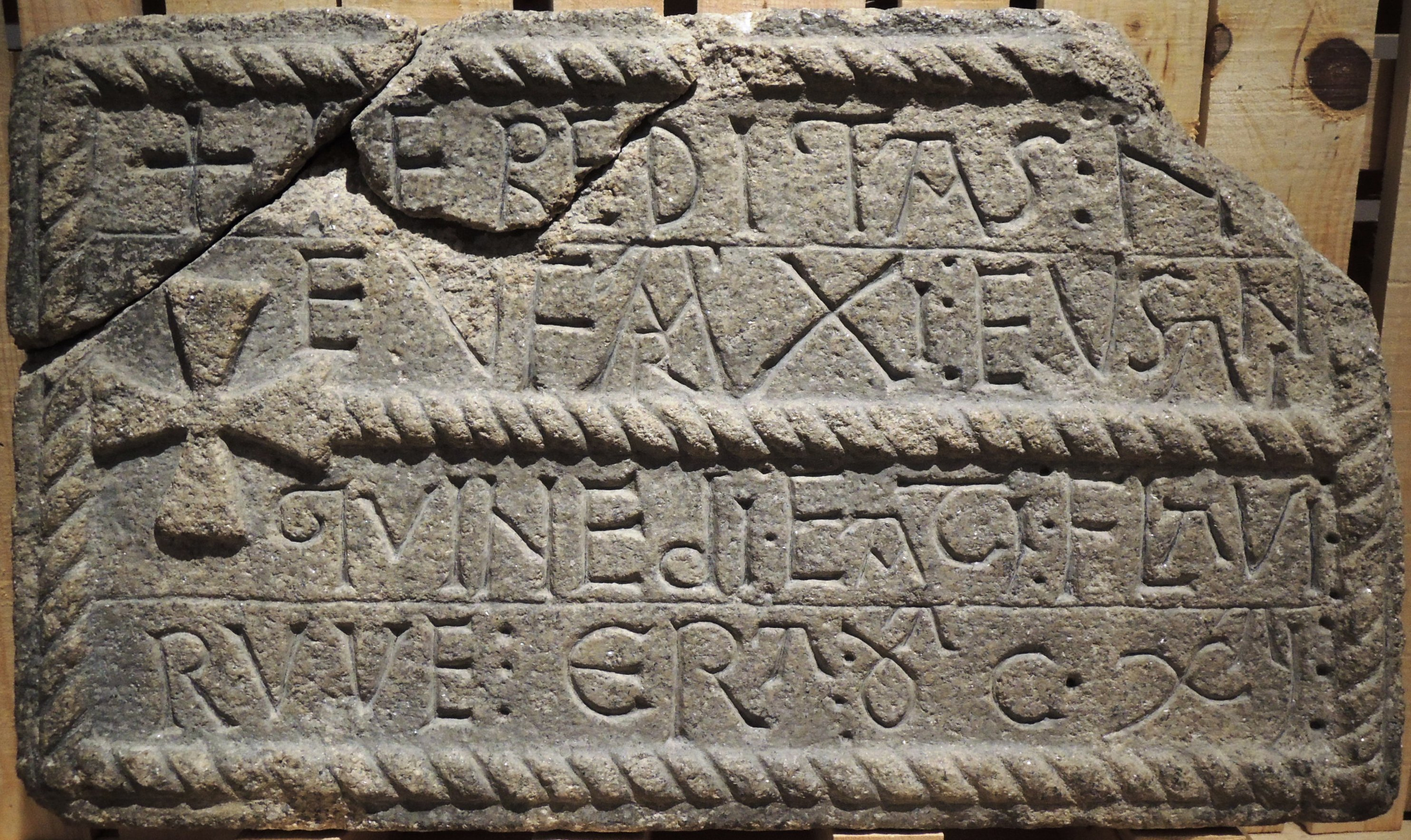
Lápida fundacional

El origen de San Pedro de Rocas es anterior al año 573, año inscrito en una lápida de la iglesia del monasterio conservada en el Museo Arqueológico Provincial de Ourense, donde se detalla que cinco habitantes del monasterio, Eufrásio, Eusanio, Quinedio, Eatio y Flavio, recibieron algún tipo de herencia. Está ligado al evangelizador Martín de Braga (también conocido como Martín de Dumio o Martín Dumiense) en época sueva. 
A principios del siglo VIII es abandonado debido a los ataques que sufre por parte de los musulmanes. En un documento datado en el año 1007, en donde se los privilegios otorgados por el rey Alfonso V de León, se relata que en el siglo IX un caballero llamado Gemodus en una cacería encontró las ruinas de un monasterio, o las capillas excavadas y él y sus acompañantes se quedaron a vivir allí como religiosos. Se estima que esta historia es una leyenda.
El origen del monasterio, como el de la mayoría de los monasterios de la Ribeira Sacra, es eremítico asociado al comienzo del cristianismo en tierras gallegas. El paso de orar en solitario (vida eremítica) a orar en comunidad (vida cenobítica) es evidente en este lugar. Aun estando establecida la vida monástica hay constancia de eremitas en los alrededores de San Pedro de Rocas hasta el siglo XV.
Alfonso III de Asturias, el Magno, implanta la regla benedictina y dota, al entonces ya cenobio, de grandes donaciones que sus sucesores, Alfonso V en 1007, Alfonso VII, Fernando IV y Enrique III confirman y aumentan.
En el siglo XI un incendio destruye gran parte del monasterio que es reconstruido con ayuda del abad Aloito y la comunidad de Celanova. Desde el año 1199 el monasterio de San Pedro de Rocas se convierte en el priorato más importante del monasterio de San Salvador de Celanova, aunque parece que se une a este monasterio definitivamente en el siglo XV. Anteriormente dependió del monasterio de Santo Estevo de Ribas de Sil.
Otro incendio vuelve a consumir el conjunto monacal el año 1640. La reconstrucción que se realiza entonces da el aspecto actual del monasterio que pasó a ser casa rectoral una vez abandonado por los monjes.
Tras la desamortización de Mendizábal en 1836 pasa a ser parroquia que se debe cerrar a comienzos del siglo XX por los numerosos derrumbes que producen y por ser nuevamente consumido por la llamas. Es cedido a la "Ciudad de los Muchachos de Bemposta" que le devuelven algo de vida. En el año 1923 es catalogado como bien de interés cultural y se ponen medios para su conservación.

## Descripción
El conjunto monacal está formado por el edificio de la casa rectoral, actual sede del centro de interpretación, la iglesia y un antiguo cementerio del siglo XIX ya sin servicio. Junto al edificio de dependencias se sitúa la iglesia, verdadera joya de este conjunto, y tras pasar bajo paso natural sobre el que se alza la espadaña campanil se accede a un pequeño espacio que da paso al cementerio.

### Casa rectoral

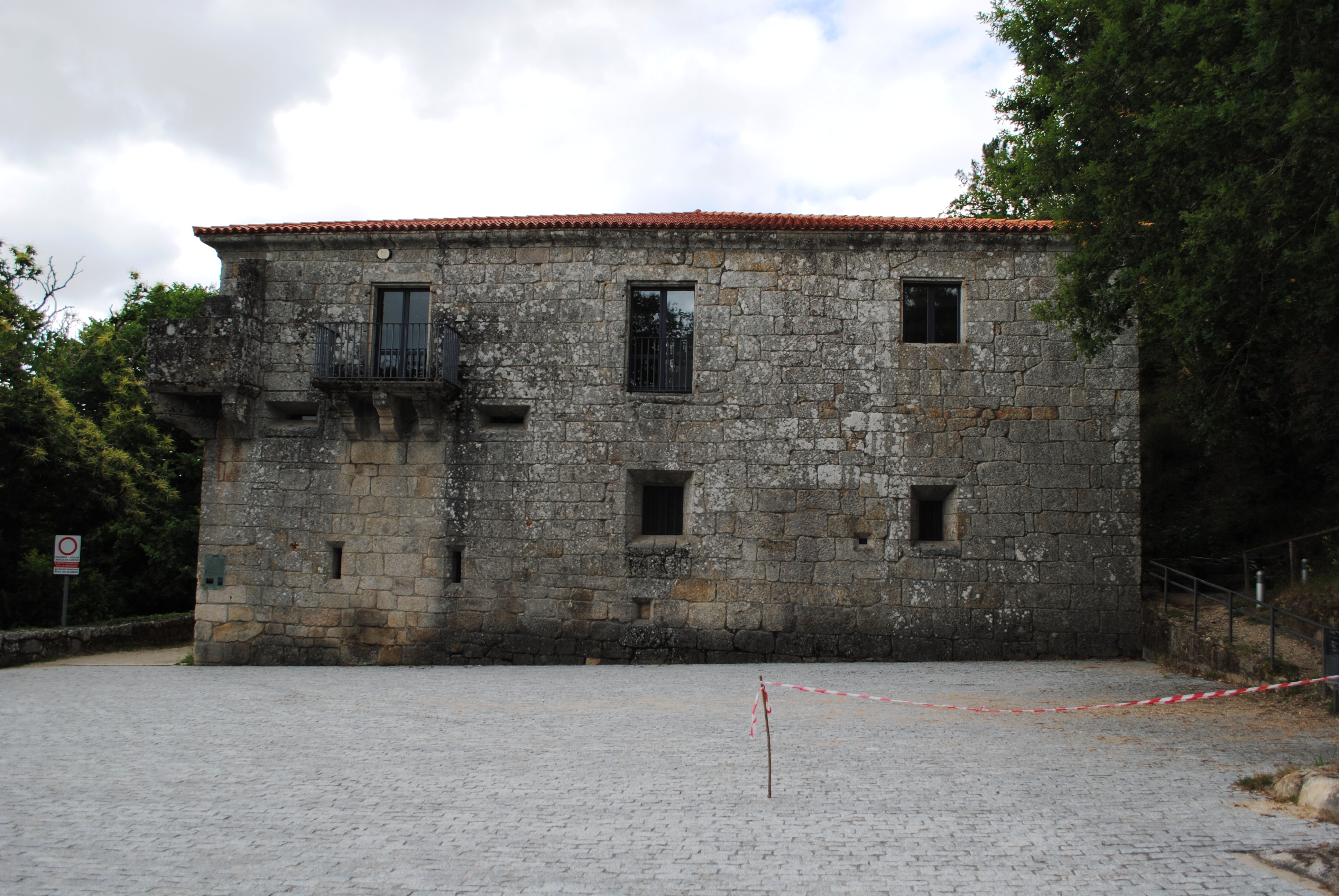
Fachada de la casa rectoral

La casa rectoral data del siglo XVII y es un sobrio edificio de planta rectangular hecho en sillería de granito (con las piedras del antiguo monasterio) con balcones con rejas de hierro que se apoyan en típicas ménsulas barrocas en dos de sus esquinas. En el siglo XX se realizaron reformas donde se añadieron algunas ventanas y la puerta de acceso.

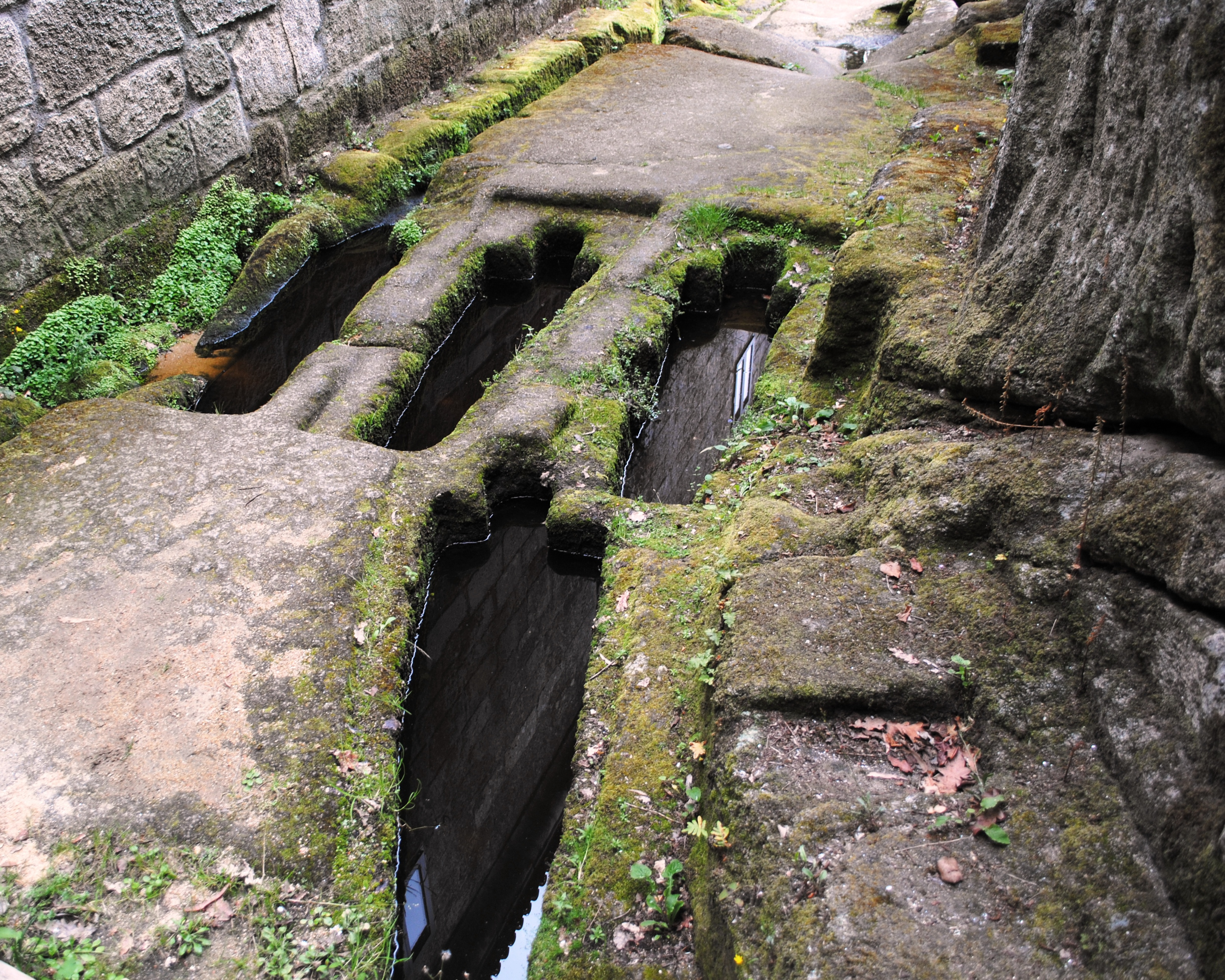
Sepulcros

Entre la casa rectoral y la iglesia se hallan ocho sepulturas antropomórficas excavadas en roca. La orientación de estas tumbas es suroeste oeste, a excepción de una de ellas que está orientada sur norte. Una de las tumbas tiene grabada una cruz y todas ellas tienen un rebaje para que encaje la lápida sepulcral. Se cree que en este lugar estuvo ubicado el claustro del antiguo monasterio en donde los monjes realizaban sus enterramientos.

### Iglesia

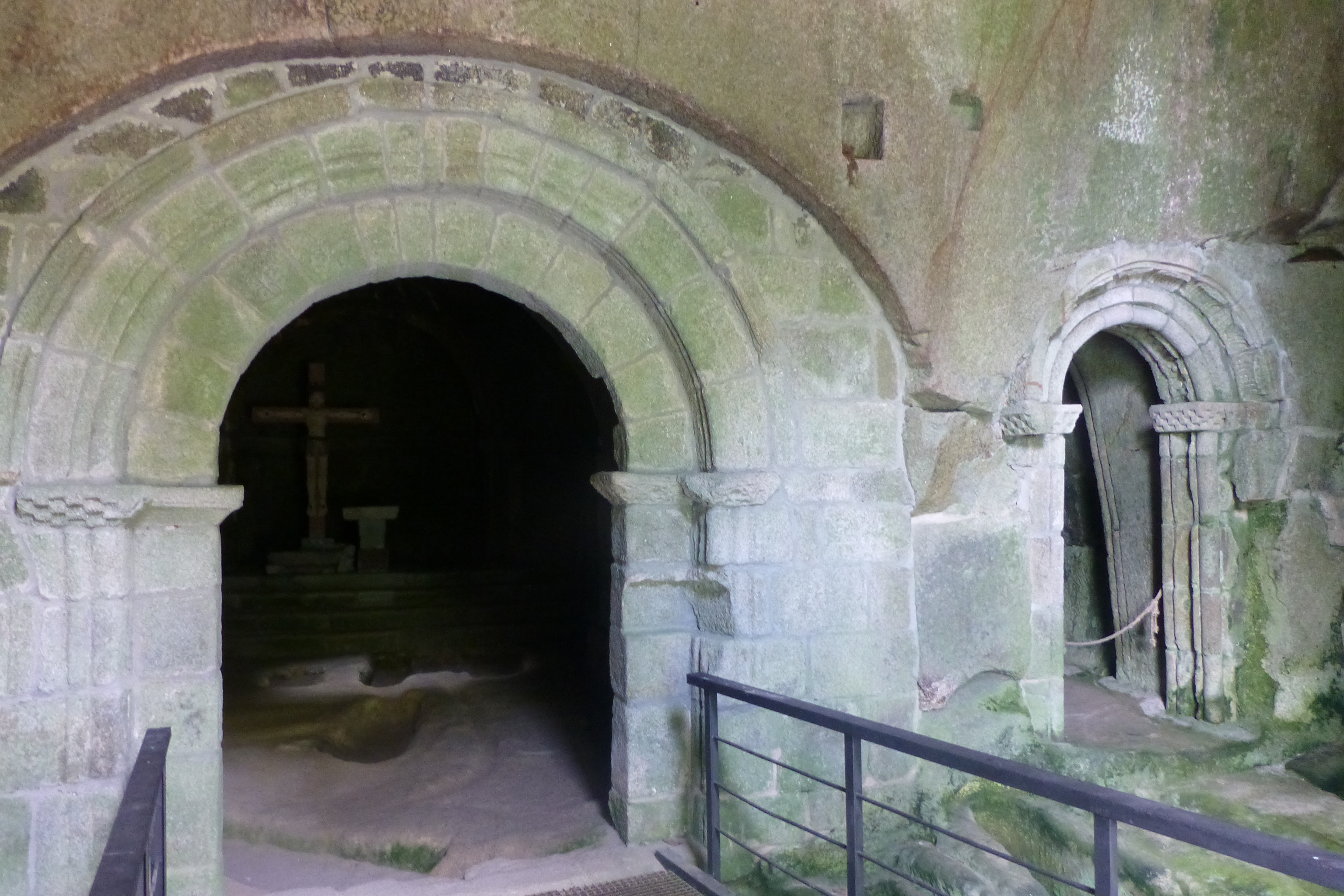
Entrada a la nave central

La iglesia, que data del siglo XII, tiene sus tres naves y la cabecera excavada en la roca. Las naves en realidad son sendas capillas separadas por arcos (la de la derecha es difiere de las otras dos y puede haber sido añadida con posterioridad) que reposan sobre columnas cuyos fustes y capiteles han sido tallados directamente en la roca. La nave central es más ancha y larga que las laterales. En su suelo hay cinco tumbas, una de ellas con forma antropomorfa. En el techo hay un respiradero por donde entran luz y aire, como si de una falsa cúpula con linterna se tratara. El techo de todas las capillas simula ser bóveda de medio cañón.
La cabecera de las naves está formada por ábsides en semicircunferencia. En el central se conserva el altar y a su lado se halla una reproducción de un cristo románico. Unas hornacinas en arco de medio punto adornan varios puntos de las capillas. Se sabe que la capilla de la derecha estaba dedicada a san Antonio Abad. 
En la entrada de las naves, embebidos en la roca se encuentran dos sepulcros, que una leyenda asigna a Gondamáriz y el de Oveco Seixas que murieron luchando contra el rey Bermudo II. Completan esta pared tres cruces de consagración.
En la capilla de la izquierda hay un fresco del siglo XII (está datado entre los años 1175 y 1200) en el cual aparecen los apóstoles sobre un mapamundi. Esta es la única representación románica que se conoce de un mapa del mundo. En esta capilla se estima que tenía su tumba el caballero Gemondus, el refundador del convento.
En el siglo XV se construye una nueva nave rectangular que amplía las tres naves, dejando la pared de piedra donde se abren estas como una pared interior. En el suelo de este nuevo recinto hay multitud de sepulturas de diferentes épocas. En el siglo XVI se refuerza la bóveda con un arco. En 1936 se destruye en un incendio una planta superior hecha en madera.

### Campanario

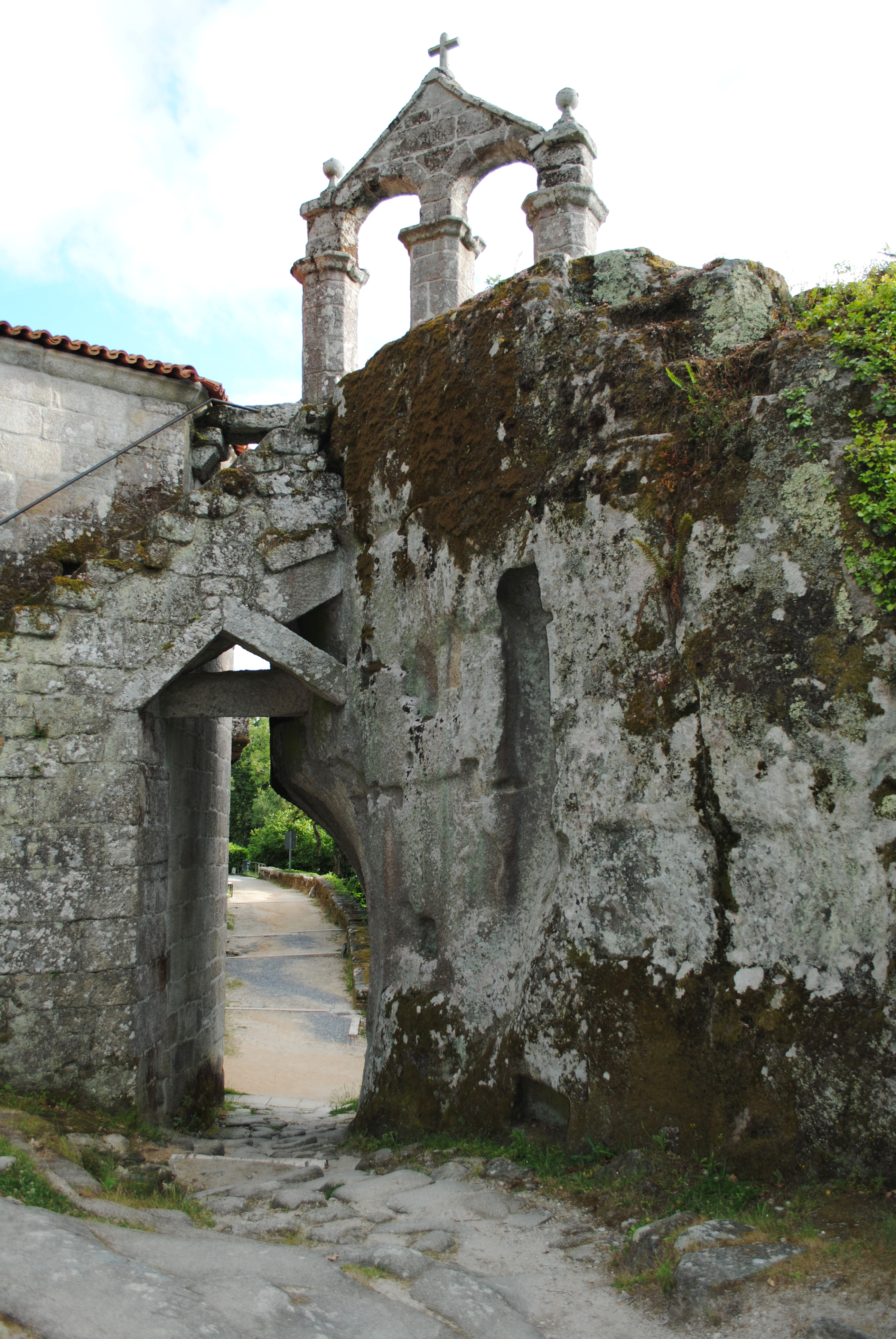
Espadaña y escaleras de acceso

El campanario está conformado por una espadaña de dos huecos que se alza sobre un arco de piedra natural de 14 metros de altura. Esta, junto con el muro donde se abren las naves excavadas en la roca, son las imágenes más singulares del conjunto monástico.
El campanario fue construido por Gonzalo de Penalva en el siglo XV. Tras el arco de piedra unas escaleras permiten acceder a la espadaña ya sin campanas (se llevaron a la iglesia de Quinta del Monte).

### Antiguo cementerio
Tras la iglesia, y atravesado el arco en el que se asienta el campanario, se accede a la derecha al recinto del antiguo cementerio parroquial, que fue habilitado en el siglo XIX, del que sólo queda un conjunto de seis nichos ya abiertos. En este solar se asentaban las dependencia del antiguo conjunto monacal medieval. Junto a la entrada del cementerio comienza una calzada, por donde se accedía antiguamente al lugar, que lleva a la llamada "Fuente de San Bieito" o San Benito, que según el decir popular sus aguas curan las verrugas.

## Las leyendas
La fuente de San Bieito no surge de un manantial sino de la recogida de aguas sobre la ladera por una formación natural. Pero en todo el territorio que ocupa el monasterio se pueden observar canales excavados en la roca que van recogiendo agua e incluso llega a discurrir entre las sepulturas. Esto ha dado pie a estimar que existió algún tipo de culto al agua.
Las aguas de la fuente de San Bieito tienen la propiedad de curar las verrugas, para ello hay que meter la parte del cuerpo afectada y rezar un padrenuestro.
Otra leyenda señala la existencia de un túnel que se encuentra obstruido por una viga de oro y que quien intenta apropiarse de la misma acaba convertido en alquitrán.
Se cuenta que en este monasterio se castigaba a las mujeres pecadoras con la "pinga", esto es, dejándole caer una gota de agua muy lentamente y de forma constante hasta que se volvían locas y morían.